# Lupin III - Il film
Lupin III - Il film (ルパン三世 ?, Rupan Sansei) è un film del 2014 diretto da Ryūhei Kitamura con protagonista Lupin III, il celebre ladro creato da Monkey Punch. È uscito nei cinema giapponesi il 30 agosto 2014. Nei cinema italiani è stato proiettato dal 22 al 24 febbraio 2016 (da notare che nel trailer italiano il film venisse presentato semplicemente come Lupin III). Il film è stato distribuito in DVD e Blu-ray da Blue Swan Entertainment dal 3 maggio 2017 a noleggio e dal 18 maggio 2017 in vendita.
Per buona parte del film il protagonista indossa l'ormai consolidata giacca rossa, ma lo si vede anche in giacca nera, e nel finale con la storica giacca verde. È il secondo film dal vivo dopo quarant'anni dall'altro live action Lupin III - La strategia psicocinetica.

## Trama
Esiste una società di ladri ignota al pubblico, ma molto nota nei circoli del crimine; i membri più anziani del gruppo hanno assegnato ai giovani ladri una prova: il furto dell'antica moneta d'oro chiamata la "Medaglia di Zeus" da un museo; la ricompensa sarà il posto di capo della società; i ladri, che si raggruppano in squadre per lavorare meglio e prendere il bottino, hanno più o meno fortuna; ma alla fine, uno solo di loro la spunta: Lupin III, l'ultimo discendente del noto ladro francese Arsenio Lupin. La sera successiva, Lupin non ha più la moneta che finisce in mano a Fujiko Mine, una collega da cui Lupin è attratto; all'apparenza sembra che Fujiko abbia borseggiato Lupin durante l'arrivo alla sede della società, ma è possibile che Lupin abbia lasciato fare; il capo dell'organizzazione, il vecchio Thomas Dawson (a cui Lupin si rivolge affettuosamente come zio), la pensa così e ha capito che Lupin vuole uscire dal gruppo per crearsi il suo destino da sé, come erede della famiglia Lupin.
Tra i partecipanti alla sfida c'è Michael Lee, un giovane figlio di un grande amico di Dawson morto parecchi anni prima; durante la cena, Michael accusa Dawson di aver ucciso suo padre; prima che il vecchio possa rispondere alle accuse Michael e i suoi uomini aprono il fuoco facendo una strage nella quale Dawson muore seppur Michael non volesse che morisse; Michael si prende la Collana di Cleopatra fuggendo.
Dal conflitto a fuoco si salvano solo Lupin, Fujiko e il pistolero Daisuke Jigen, fedele guardia del corpo di Dawson; mentre Fujiko preferisce lasciar perdere (in apparenza) la faccenda, Lupin vuole chiudere il conto e convince Jigen ad aiutarlo; per aumentare le proprie possibilità i due tirano dentro un conoscente, il samurai Goemon Ishikawa 13° (discendente di Goemon Ishikawa, un ladro realmente vissuto a metà del XVI secolo).
I movimenti di Michael hanno da tempo attirato l'attenzione della polizia in diverse nazioni, provocando l'intervento dell'ICPO (International Criminal Police Organization) che invia un caparbio investigatore, l'ispettore Koichi Zenigata; Zenigata chiede aiuto a Lupin per incastrare un boss del crimine chiamato Pramuk ma sapendo che non può incastrare facilmente da solo Pramuk, gli fa una proposta: il ladro dovrà procurarsi le prove contro il criminale, e portare all'ispettore il tutto insieme all'obiettivo di Pramuk (ancora ignoto); in cambio, l'ispettore ripulirà la fedina penale per lui e chi lo aiuterà. Lupin accetta e recluta anche Fujiko.
Michael si rivela il fratello di Fujiko e afferma di voler acquistare il Cuore di Cremesi posseduto da Pramuk a un commercio di gioielli internazionale. Il commercio finisce in un confronto serrato tra i due faccia a faccia, durante il quale Pramuk spiega che fu lui, e non Dawson, ad uccidere suo padre nel corso di una spedizione per recuperare la collana e il rubino. Capendo di aver accusato ingiustamente Dawson Michael minaccia il miliardario di far esplodere il palco. Il ladro prevedendo un'eventuale impossibilità nell'acquisto del rubino aveva precedentemente fatto imbottire il teatro con esplosivo altamente concentrato con piombo foderato che rende impossibile rilevarlo con i controlli di sicurezza se non avesse accettato la sua offerta avrebbe attivato il detonatore uccidendo se stesso insieme a Pramuk ma quando il miliardario lo sfida a mettere in atto la sua minaccia scopre di non poterlo fare in quanto i suoi uomini lavoravano in segreto per Pramuk a sua insaputa e hanno disarmato l'esplosivo sempre su ordine del miliardario. Pramuk si impadronisce così della Collana di Cleopatra lasciando a Michael la somma di 200 milioni di dollari. Michael pentito delle sue azioni si riunisce con Lupin e il resto dei componenti della banda che lo perdonano per i suoi errori decisi a recuperare la collana e farla pagare a Pramuk.
Alla fine, tutti i protagonisti si ritrovano fuori dal bunker-caveau che contiene l'obiettivo del furto; Michael muore nella sparatoria, scusandosi con Lupin; Pramuk viene arrestato da Zenigata seguito una squadra d'assalto dell'Interpol; Lupin se ne va insieme a Jigen e Goemon, e i tre decidono di associarsi e mettere su una banda; la doppiogiochista Fujiko raggira Lupin ma scopre di essere stata raggirata per prima; Zenigata, che ha lasciato andare Lupin, gli annuncia che non può ripulirgli la fedina per i troppi casini da lui combinati, e il ladro gentiluomo risponde che a lui va bene così, quindi Zenigata ribatte che gli darà la caccia in capo al mondo per sbatterlo in galera, e Lupin sorride. Sull'elicottero che lo porta via, Zenigata scopre che le prove ci sono, però manca il tesoro che Lupin aveva rubato dal caveau; ma questo non fa che rinsaldare la determinazione dell'ispettore nel volerlo acciuffare.

## Spin-off
Il 13 ottobre 2023 è stato pubblicato su Prime Video in tutto il mondo Daisuke Jigen, spin-off sull'omonimo personaggio nuovamente interpretato da Tetsuji Tamayama.